# أحمد نوتردام
أحمد نوتردام فيلم كوميدي مصري من إنتاج سنة 2021. الفيلم من إخراج محمود كريم، وتأليف لؤي السيد، وإنتاج وليد صبري، ومن بطولة رامز جلال، وغادة عادل، وخالد الصاوي، وبيومي فؤاد، وحمدي الميرغني.
اسم الفيلم هو محاكاة ساخرة لاسم رواية فيكتور هوجو أحدب نوتردام.

## ملخص القصة
تدور الأحداث في إطار كوميدي، إذ يتعرض صحفي شاب «رامز جلال» للعديد من المواقف والأحداث أهمها المساعدة في الكشف عن (سفاح المترو) الذي يقوم بخطف الأشخاص وقتلهم وأخذ أجزاء من جسدهم وذلك بمساعدة دكتورة التشريح «غادة عادل».

## طاقم التمثيل
- رامز جلال[2]
- غادة عادل
- خالد الصاوي
- بيومي فؤاد
- حمدي الميرغني
- إنتصار
- محمد ثروت
- شيماء سيف

## الإنتاج
- كتب لؤي السيد قصة الفيلم، وكان الفيلم من إخراج محمود كريم. المنتج وليد صبري..